# Onbevlekt Hart van Mariakerk (Brunssum)
De Onbevlekt Hart van Mariakerk of Fatimakerk is een kerkgebouw in Brunssum in de Nederlandse provincie Limburg. De kerk staat aan de Essenstraat.
De kerk is gewijd aan Onbevlekt Hart van Maria.

## Geschiedenis
Na de Tweede Wereldoorlog kwam er de behoefte een nieuw parochie te stichten wegens de groter worden de gemeente.
Op 1 februari 1947 werd de Fatimaparochie gesticht. Men bouwde allereerst een houten noodkerk.
In mei 1952 begon de bouw van de nieuwe kerk naar het ontwerp van Jan Drummen en Alphons Boosten.
Op 23 mei 1953 werd de kerk ingezegend en de consecratie vond op 22 augustus 1954 plaats. Het kunstenaarsechtpaar Mathieu Vroemen en Riet Jager maakte in de jaren 50 een kruisweg voor de kerk, waarvan de veertien staties werden uitgevoerd als geweven gobelins.

## Opbouw
Het georiënteerde bakstenen gebouw is een hallenkerk en bestaat uit een inpandige narthex, een driebeukig schip en een verhoogd koor. Het gebouw heeft geen kerktoren. Om de kerk ligt een processiegang, die vanaf de Fatimakapel door de zijbeuk, kooromgang en een open galerij weer uitkwam in de kerk. Het koor en het middenschip hebben een zadeldak, de zijbeuken hebben platte daken en de kerk is voorzien van rondboogvensters.